# Кристина Юлиана Баден-Дурлахская
Кристина Юлиана Баден-Дурлахская (12 сентября 1678, Замок Карлсбург — 10 июля 1707, Эйзенах) — герцогиня Саксен-Эйзенаха в браке с Иоганном Вильгельмом Саксен-Эйзенахским.

## Жизнь
родилась в замке Карлсбург в семье Карла Густава Баден-Дурлахского (младшего брата маркграфа Фридриха VII) и его супруги Анны Софии Брауншвейг-Вольфенбюттельской. Она была единственным выжившим ребёнком (её трое младших братьев умерли в младенчестве).
27 февраля 1697 года в Вольфенбюттеле Кристина Юлиана вышла замуж за Иоганна Вильгельма Саксен-Эйзенахского (младшего брата герцога Иоганна Георга II Саксен-Эйзенахского). Она был второй брак для Иоганна Георга, от первого у него были сын и дочь.
Спустя год после свадьбы её супруг унаследовал герцогство от своего брата, поскольку тот умер не оставив потомков. Кристина Юлиана родила семерых детей, однако выжило лишь трое. Она умерла спустя месяц после рождения седьмого ребёнка и была похоронена в церкви Святого Георга в Айзенахе.

## Дети
У Кристины Юлианы было семеро детей, однако лишь трое дочерей пережили детство:
- Иоганетта Антуанетта Юлиана (1698—1726), замужем за герцогом Иоганном Адольфом II Саксен-Вейсенфельским
- Каролина Кристина (1699—1743), замужем за ландграфом Карлом I Гессен-Филипстальским
- Антон Густав (1700—1710)
- Шарлотта Вильгельмина Юлиана (1703—1774)
- Иоганетта Вильгельмина Юлиана (1704—1705)
- Карл Вильгельм (1706)
- Карл Август (1707—1711)